# درع المجتمع الإنجليزي 2004
درع الاتحاد الإنجليزي 2004 (بالإنجليزية: 2004 FA Community Shield)‏ هو الموسم 82 من  درع الاتحاد الإنجليزي. أقيم بتاريخ 8 أغسطس 2004، وأشرف على تنظيمه الاتحاد الإنجليزي لكرة القدم، وفاز فيه نادي أرسنال.